# 鱔魚凍
鱔魚凍（英文：Jellied eels）是一道起源於18世紀的倫敦菜，最初出現在英國倫敦東區。是用濃湯煮歐洲鰻鱺段，並在煮熟後冷卻製成的。

## 歷史

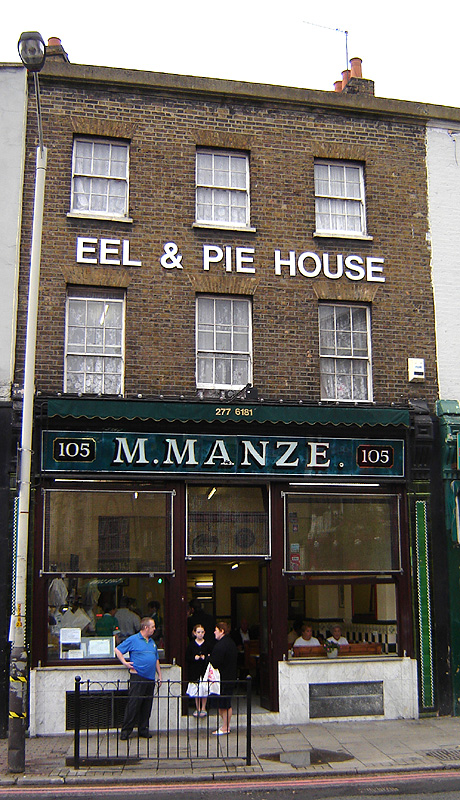
位於佩克漢的M Manze餐館，出售鱔魚凍

這道菜價格便宜、營養豐富而容易準備。而鱔魚在泰晤士河中曾是很常見的生物，故而受到窮人的喜愛。
第一家出售鱔魚凍的餐廳開張於18世紀，現存最老的鱔魚凍餐廳則是1902年開業的M Manze。
第二次世界大戰之後，倫敦出現了數百家出售鱔魚凍的餐廳，稱作Eel Pie & Mash Houses。1960年代之後，泰晤士河水水質得到改善，一度減少的鱔魚又開始增多了。

## 製作
傳統上，這道菜使用的是倫敦當地的歐洲鰻鱺。鱔魚切片後放入鍋中，加醋煮熟，冷卻前加入肉豆蔻和檸檬汁。在煮鱔魚時，魚體內的膠質會使得湯逐漸凝稠，有時也會加入明膠。從倫敦高檔餐廳到街邊小攤都會有這道菜的身影。
鱔魚凍有時會與另一道倫敦名菜百果餡餅和馬鈴薯泥一起被食用，加上辣椒醋。

## 英國之外的其他地區
意大利也有同樣的菜，一般叫做“anguilla”（字面意思即鱔魚），使用意大利香醋調味。
法國人稱這道菜為“aspic d'anguille”，德國人稱之為“Aal in Aspik”，都是“鱔魚凍”的意思。
巴斯克地區有一道菜叫做“txitxardin”，西班牙其他地區亦稱“angulas”，是由幼鰻做成的。

## 外部連結
- （英文）pie-and-mash.com （页面存档备份，存于）
- （英文）BBC上的背景知識 （页面存档备份，存于）
- （英文）衛報上的文章 （页面存档备份，存于）
- （英文）倫敦旗幟晚報：過度捕撈影響鱔魚凍 （页面存档备份，存于）